# Pelayo Clairac Bautista
Pelayo Clairac Bautista fue un militar español que participó en la guerra civil española en el bando republicano.

## Carrera
Al estallar la Guerra Civil era teniente coronel de Infantería retirado. Jefe de una columna que llevaba su nombre, formada por tropas regulares de los regimientos 1, 2 y 4, participa en la defensa de Madrid, en el sector de la Casa de Campo, entre el 1 y el 10 de noviembre. En esta última fecha fue sustituido por Francisco Galán, al parecer por haber sido herido, aunque según otra versión es relevado al no poder frenar el avance rebelde por la Casa de Campo.
El 14 de noviembre fue nombrado jefe del 1 regimiento, en Madrid.